# ۴۲۳ (میلادی)
۴۲۳ (میلادی) چهارصد و بیست و سومین سال تقویم میلادی است.

## درگذشتگان
- ۱۵ اوت - هونوریوس، امپراتور روم غربی (ت. ۳۸۴)

‎